# 山口里奈
山口 里奈（やまぐち りな、2001年7月6日 - ）は、日本の女子バスケットボール選手である。ポジションはシューティングガード。

## 来歴
福岡県出身。
開志国際高校で全国大会を経験。U17ワールドカップの日本代表にも選出される。
2020年、日立ハイテク クーガーズに加入。
2023年退団。

## 日本代表歴
- 2018年U17ワールドカップ